# Erika Pluhar

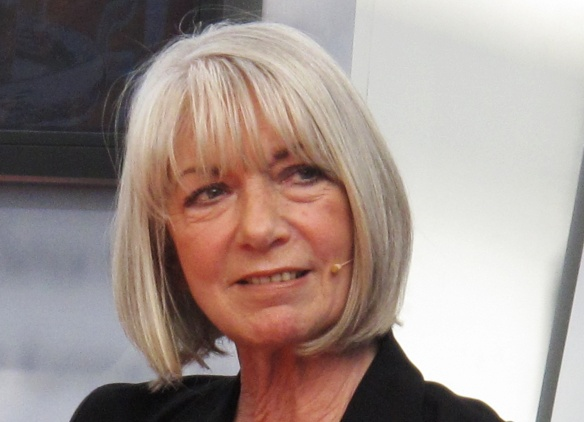
Erika Pluhar, 2012

Erika Pluhar (* 28. Februar 1939 in Wien) ist eine österreichische Schauspielerin, Sängerin und Schriftstellerin.

## Leben
Erika Pluhar ist die Tochter von Anna Götzer (1909–2000) und Josef Pluhar (1901–1995), die 1931 in Rio de Janeiro heirateten und in den 1930er Jahren nach Österreich remigrierten. Götzer hatte im Alter von 17 Jahren ein Studium bei Franz Čižek an der Wiener Kunstgewerbeschule begonnen, das sie nicht abschloss. Josef Pluhar stammte aus Böhmen und hatte sich im Alter von 18 Jahren in Wien niedergelassen. Im Zweiten Weltkrieg war er als Verwaltungsbeamter (u. a. Adjutant des SS-Gruppenführers Otto Wächter) im Generalgouvernement, einem Teil des besetzten Polens, tätig. Erika Pluhar ist die mittlere von drei Töchtern; ihre jüngere Schwester ist die Malerin und Bildhauerin Ingeborg G. Pluhar.
Erika Pluhar erlebte das Ende des Weltkriegs als Flüchtlingskind in Pfaffstätt. Von klein auf künstlerisch begabt, tanzte sie erstmals der mit ihrer Mutter befreundeten „Gräfin“ in diesem Ort vor. In oder bei Wien konnte sie zunächst nur bei einer Tante unterkommen. Nach Besuch eines Gymnasiums und der Matura im Jahr 1957 studierte sie am Max-Reinhardt-Seminar und der Universität für Musik und darstellende Kunst Wien (Abschluss 1959 mit Auszeichnung) und wurde Schauspielerin am Wiener Burgtheater, wo sie von 1960 bis 1999 Ensemblemitglied war.
Wichtige Bühnenrollen Pluhars waren unter anderem die Luzie in Hermann Bahrs Das Phantom (1959), Ismene in Sophokles′ Antigone (1961), Doña Angela in Calderóns Dame Kobold (1964), Amalia in Schillers Die Räuber (1965), Desdemona in Shakespeares Othello (1967), die Königin in Franz Grillparzers Die Jüdin von Toledo (1968), Ljudmila in Isaak Emmanuilowitsch Babels Marija (1969), die Königin in Schillers Don Carlos (1973), die Titelfigur in Schillers Maria Stuart (1974), Lady Milford in Schillers Kabale und Liebe (1975), Ruth in Harold Pinters Heimkehr (1977), die Titelfigur in Henrik Ibsens Hedda Gabler (1978), Helene in Hugo von Hofmannsthals Der Schwierige (1978), Esther in Roger Vitracs Victor oder die Kinder an der Macht (1978), Warwara in Maxim Gorkis Sommergäste (1979), Regine in Robert Musils Die Schwärmer (1981), Ranjewskaja in Tschechows Der Kirschgarten (1982), Katarina in Lars Noréns Dämonen (1985/1986), Natalja in Turgenjews Ein Monat auf dem Lande (1986) und die Mutter in Noréns Nacht, Mutter des Tages (1991).
Pluhar gastierte unter anderem an den Münchner Kammerspielen (1973), bei den Bad Hersfelder Festspielen, den Bregenzer Festspielen und den Burgfestspielen Jagsthausen. Nach großen Erfolgen unter mehreren Intendanten, besonders zur Zeit von Achim Benning, wurde sie unter der Leitung von Claus Peymann kaum mehr besetzt und entschied sich gegen eine weitere Arbeit als Schauspielerin. 2004 kehrte sie im Wiener stadtTheater walfischgasse und in St. Pölten dennoch auf die Theaterbühne zurück und spielte mit Werner Schneyder in dessen Dramatisierung ihres Romans Verzeihen Sie, ist das hier schon die Endstation?
Ihrer ersten von 1962 bis 1967 währenden Ehe mit Udo Proksch (1934–2001) entstammte eine 1961 geborene Tochter, die 1999 an einem Asthmaanfall starb. Pluhars Enkel, der 1984 in Wien geborene Schauspieler sahrauischer Herkunft Ignaz Pluhar, der mit Pluhar in ihrem Grinzinger Haus wohnt, ist ein Adoptivsohn ihrer Tochter. Pluhar adoptierte ihn selbst, um ihm, wie sie sagt, die Turbulenzen um den Namen „Proksch“ zu ersparen. (Udo Proksch, dessen Schuld Erika Pluhar bezweifelt, wurde wegen sechsfachen Mordes zu lebenslanger Haft verurteilt.) Ignaz Pluhars ersten Besuch in seinem Herkunftsland Westsahara dokumentierte sie in dem Film Sahara in mir (2012). 
Eine zweite Ehe ging Erika Pluhar 1970 mit dem Autor, Chansonnier und Aktionskünstler André Heller ein. Nach der Trennung von Heller 1973 (die Scheidung erfolgte 1984) war sie einige Jahre mit dem Schauspieler Peter Vogel verbunden, bis zu dessen Suizid im Jahr 1978.
Anfang der 1970er Jahre begann Pluhars gesangliche Karriere. Sie interpretierte zunächst Schlager der 1920er und 1930er Jahre sowie Lieder von André Heller, Stephan Sulke und Wolf Biermann. Seit Anfang der 1980er Jahre singt sie fast ausschließlich von ihr selbst verfasste Texte. Begleitet wurde und wird sie von António Victorino de Almeida, Peter Marinoff und Klaus Trabitsch. 
Pluhar, die seit Kindertagen eigene Texte schreibt, veröffentlichte ihr erstes Buch 1981. In Gitti (2023) erzählte sie die Kriegskindheit und Nachkriegsjugend ihrer älteren Schwester Brigitte King nach. Mehrere ihrer Bücher sind autobiografisch oder Auszüge aus ihren Tagebüchern.
Politisch gilt Pluhar als der SPÖ nahestehend. Sie tritt unter anderem gegen Rechtsextremismus ein, so auch 2010 anlässlich der Kandidatur von Barbara Rosenkranz für das Amt der österreichischen Bundespräsidentin.

## Werke

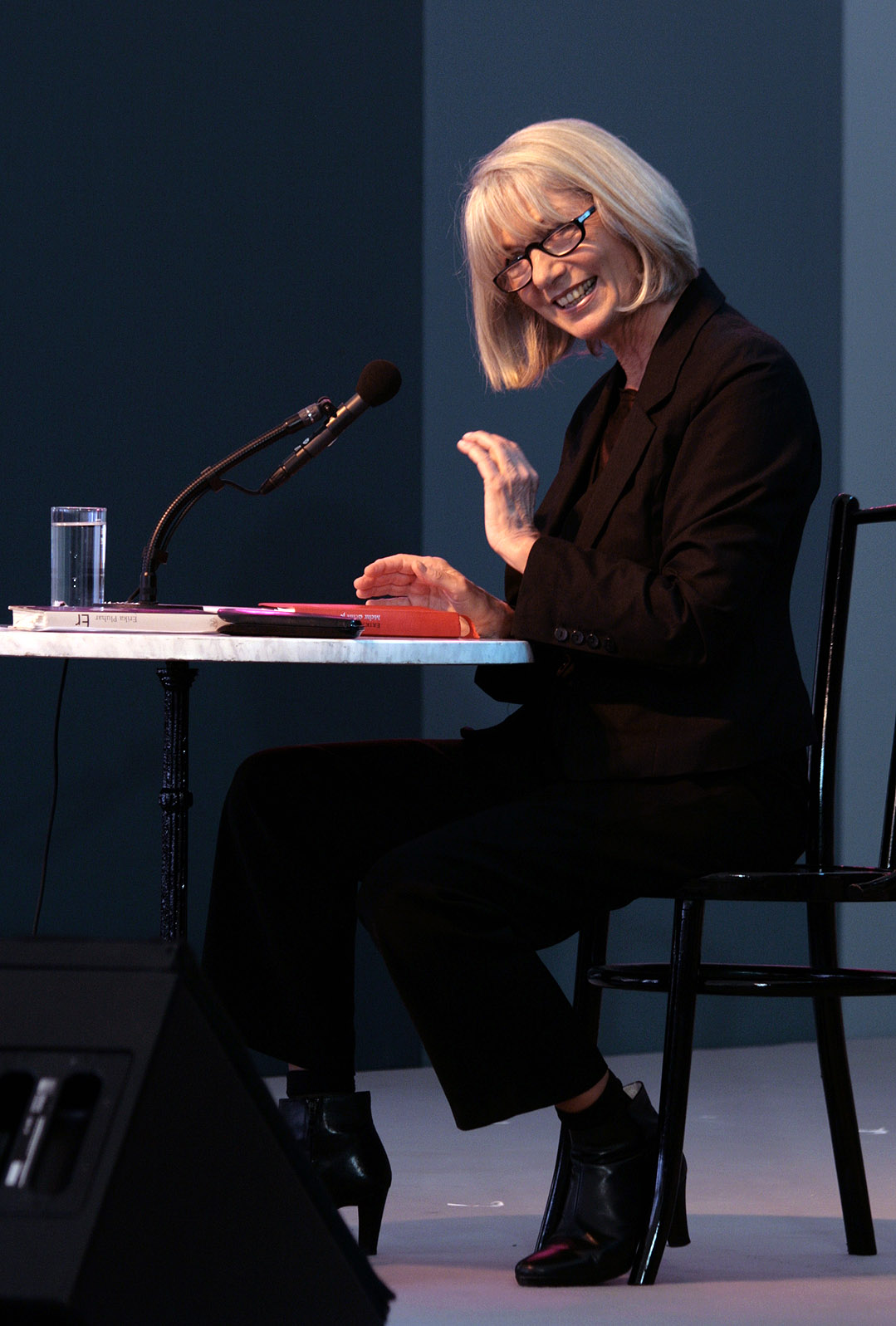
Erika Pluhar, 2009

### Bücher
- Aus Tagebüchern. 1981
- Über Leben. Lieder und ihre Geschichten. 1982
- Lieder. 1986
- Als gehörte eins zum andern. Eine Geschichte. Ueberreuter, Wien 1991, ISBN 978-3-8000-3381-2
- Zwischen die Horizonte geschrieben. Lieder, Lyrik, kleine Prosa. 1992
- Marisa. Rückblenden auf eine Freundschaft. Hoffmann und Campe, Hamburg 1996
- Am Ende des Gartens. Erinnerungen an eine Jugend. Hoffmann und Campe, Hamburg 1997, ISBN 978-3-455-11181-1
- Der Fisch lernt fliegen. Unterwegs durch die Jahre. 2000
- Verzeihen Sie, ist das hier schon die Endstation? 2001
- Die Wahl. 2003
- Erika Pluhar. Ein Bilderbuch. 2004
- Die stille Zeit. Geschichten und Gedanken nicht nur zu Weihnachten. 2004
- Reich der Verluste. 2005
- PaarWeise. Geschichten und Betrachtungen zur Zweisamkeit. Residenz, St. Pölten 2007, ISBN 978-3-7017-1472-8
- Er. Roman. Residenz, St. Pölten 2008, ISBN 978-3-7017-1491-9
- Mehr denn je. Alle Lieder. Residenz, St. Pölten 2009, ISBN 978-3-7017-1513-8
- Spätes Tagebuch. Residenz, St. Pölten 2010, ISBN 978-3-7017-1537-4
- Spätes Tagebuch (Taschenbuch), Insel Verlag, Berlin 2011, ISBN 978-3-458-35791-9
- PaarWeise (Taschenbuch), Insel Verlag, Berlin 2012, ISBN 978-3-458-35883-1
- Im Schatten der Zeit. Roman. Residenz, St. Pölten 2012, ISBN 978-3-7017-1588-6
- Im Schatten der Zeit (Taschenbuch), Insel Verlag, Berlin 2013, ISBN 978-3-458-35947-0
- Die öffentliche Frau. Ein autobiografischer Roman. Residenz, St. Pölten 2013, ISBN 978-3-7017-1618-0
- Reich der Verluste (Taschenbuch), Insel Verlag, Berlin 2014, ISBN 978-3-458-35982-1
- Die öffentliche Frau (Taschenbuch), Insel Verlag, Berlin 2015, ISBN 978-3-458-36054-4
- Gegenüber. Roman. Residenz-Verlag, Salzburg 2016, ISBN 978-3-7017-1674-6
- Matildas Erfindungen (Taschenbuch), Insel Verlag, Berlin 2016, ISBN 978-3-458-36132-9
- Marisa – Eine Freundschaft (Taschenbuch), Insel Verlag, Berlin 2017, ISBN 978-3-458-36286-9
- Anna: eine Kindheit, Residenz-Verlag, Salzburg/Wien 2018, ISBN 978-3-7017-1701-9
- Meine Lieder, Insel Verlag, Berlin 2019, ISBN 978-3-458-36388-0
- Die Stimme erheben, Residenz-Verlag, Salzburg 2019, ISBN 978-3-7017-3495-5
- Hedwig heißt man doch nicht mehr: Eine Lebensgeschichte, Residenz-Verlag, Salzburg 2021, ISBN 978-3-7017-1749-1
- Gitti, Roman, Residenz, Salzburg/Wien 2023, ISBN 978-3-7017-1779-8
- Trotzdem: Ein Lebensweg in Bildern, herausgegeben von Isabella Suppanz, Residenz-Verlag, Salzburg 2023, ISBN 978-3-7017-3615-7
- Spät aber doch, Roman, Residenz-Verlag, Salzburg 2025, ISBN 978-3-7017-1802-3

### Hörbücher
- Der Papalagi. Die Reden des Südseehäuptlings Tuiavii gesprochen von Erika Pluhar. Ein Klangbild mit Musik von Klaus Trabitsch. Extraplatte, Wien 1993, EX 189 CD
- Marisa. Rückblenden auf eine Freundschaft. 2 Tonkassetten. Hoffmann und Campe, Hamburg 1996, ISBN 3-455-30105-3
- Pluhar liest Pluhar. Kleine Prosa. Lyrik. Lieder. Extraplatte, Wien 1998, ISBN 3-221-13282-4
- Erika Pluhar liest Marlen Haushofer. 1 CD. ORF, Wien 1998
- Der Herbst steht auf der Leiter und malt seine Blätter an – Herbst in Musik und Poesie. 1 CD. Kreuz Verlag, Stuttgart 2000[7]
- Verzeihen Sie, ist das hier schon die Endstation? Mit Erika Pluhar und Peter Simonischek. 4 MC. Hoffmann und Campe, Hamburg 2001, ISBN 3-455-30234-3
- Es gibt keinen Tod – Erika Pluhar mit Gedanken von Pater Diego. 1 CD. Kreuz Verlag, Stuttgart 2001
- Die Wahl. Gekürzte Fassung/Hörstück mit Regina Fritsch, Joseph Lorenz und Erika Pluhar. 3 CDs. Hoffmann und Campe, Hamburg 2003, ISBN 3-455-30327-7
- Erika Pluhar liest Elisabeth Kübler-Ross und David Kessler: Geborgen im Leben. 1 CD. Kreuz Verlag, Stuttgart 2003
- Elfriede Jelinek: Oh Wildnis, oh Schutz vor ihr. 2 CDs. Argon Verlag, Berlin 2004, ISBN 3-87024-873-4
- Reich der Verluste. Autorenlesung. 7 CDs. DuMont, Köln 2005, ISBN 978-3-8321-7950-2
- Virginia Woolf: Ein eigenes Zimmer. Gekürzte Lesung, gesprochen von Erika Pluhar. Random House Audio 2007, ISBN 978-3-86604-520-0
- Die stille Zeit: Geschichten und Gedanken nicht nur zur Weihnachten. 1 CD. Herder, Freiburg i.Br. 2007
- Spätes Tagebuch. Autorenlesung. 5 CDs. Residenz Verlag, St. Pölten 2010, ISBN 978-3-7017-4005-5

### Diskografie
- 1972: Erika Pluhar singt
- 1974: So oder so ist das Leben
- 1975: Die Liebeslieder der Erika Pluhar
- 1975: Erika Pluhar (Compilation)
- 1976: Hier bin ich
- 1976: Liebeslieder – So oder so
- 1977: Die Wiener Lieder der Erika Pluhar
- 1978: Beziehungen
- 1978: Frühe Jahre (Compilation)
- 1979: Pluhar singt Biermann: Vom Himmel auf die Erden falln sich die Engel tot
- 1980: Erika Pluhar (Compilation)
- 1981: Unterwegs
- 1981: Narben
- 1982: Über Leben
- 1983: Erika Pluhar (DDR-Veröffentlichung)
- 1983: Liebende
- 1984: mit Antonio D’Almeida, Peter Marinoff: Das Trio
- 1985: mit Antonio D’Almeida, Peter Marinoff: Trotzdem
- 1989: Bossa á la Marinoff
- 1990: mit Antonio V. D’Almeida, Peter Marinoff: Wiener Lieder
- 1994: mit Antonio V. D’Almeida, Peter Marinoff: Lieder aus 10 Jahren (Compilation)
- 1996: mit Klaus Trabitsch: Ein Abend am Naschmarkt
- 1996: mit Antonio V. D’Almeida: For ever
- 1998: mit Antonio V. D’Almeida, Klaus Trabitsch, Paulo Jorge: Jahraus, jahrein (Der wienerischen Lieder Teil 2)
- 2000: mit Klaus Trabitsch: I geb net auf
- 2002: Lieder vom Himmel und der Erde
- 2004: Es war einmal – Ein Lebensweg in Liedern (Compilation Box-Set)
- 2006: Damals
- 2006: Lied. Wien. Wir.
- 2011: Mehr denn je – Ein Konzert mit Klaus Trabitsch

## Filmografie
- 1961: Die Türen knallen
- 1963: Die Möwe
- 1964: Das vierte Gebot
- 1968: Bel Ami
- 1968: Moos auf den Steinen
- 1968: Die Bürger von Calais
- 1969: Der Kommissar: Keiner hörte den Schuß
- 1969: Der Zuschlag
- 1969: Traumnovelle
- 1969: Schwester Bonaventura
- 1970: Hier bin ich, mein Vater
- 1970: Perrak
- 1971: Die Angst des Tormanns beim Elfmeter
- 1971: Die Nacht von Lissabon
- 1971: Tatort: Der Richter in Weiss
- 1972: Monsieur Chasse
- 1973: Reigen
- 1974: Der Schwierige
- 1975: Der Strick um den Hals
- 1976: Die Brüder
- 1977: Gaslicht
- 1977: Tod oder Freiheit
- 1977: Schöner Gigolo, armer Gigolo
- 1978: Die Kameliendame
- 1978: Der Mann im Schilf
- 1979: Sonntagskinder
- 1979: Der Alte: Neue Sachlichkeit
- 1983: Liebe ist kein Argument
- 1986: Marmortische
- 1992: Rosalinas Haus (und Co-Regie)
- 1994: Etwas am Herzen
- 1994: Mrs. Klein
- 1994: Rosen aus Jericho
- 2001: Marafona: ein Film über das Lieben (und Co-Regie)
- 2009: Udo Proksch – Out of Control
- 2009: Das Ende ist mein Anfang
- 2009: Mein Leben: Erika Pluhar (Dokumentation)
- 2012: Sahara in mir (Dokumentation)
- 2013: Laguna (und Regie)
- 2023: Feuerblume – Die zwei Leben der Marisa Mell (Dokumentarfilm)

## Theaterrollen (Burg- und Akademietheater Wien)
- 1959: Luzie (Das Phantom)
- 1959: Margot (Die Jungfrau von Orleans)
- 1959: Iris (Der trojanische Krieg findet nicht statt)
- 1959: Hofdame (Der Prinz von Homburg)
- 1959: Aufwärterin (Wallensteins Lager)
- 1959: Salchen (Der Alpenkönig und der Menschenfeind)
- 1959: Nanni (Der Schwierige)
- 1960: Marja Timofejewna (Die Besessenen)
- 1960: Lady Mortimer (König Heinrich IV.)
- 1960: Lucinde (Der Arzt wider Willen)
- 1960: Warja (Der Kirschgarten)
- 1960: Lea (Das Nachfolge-Christi-Spiel)
- 1960: Elfe (Ein Sommernachtstraum)
- 1960: Fräulein Massary (Das Veilchen)
- 1961: Sklavin (Das goldene Vließ)
- 1961: Tochter eines Angelsachsen (Becket oder die Ehre Gottes)
- 1961: Mirzl (Moisasurs Zauberfluch)
- 1961: Ehrenfräulein (Der Kardinal von Spanien)
- 1961: Myrtle Mae (Mein Freund Harvey)
- 1961: Atritia (Die unheilbringende Krone)
- 1961: Ismene (Antigone)
- 1961: Cocolina (Die Reise)
- 1961: Isabel (Die Uhr schlägt eins)
- 1961: Junge Franziskanerin (Galileo Galilei)
- 1962: Isabel (Der Richter von Zalamea)
- 1962: Marei (Florian Geyer)
- 1963: Königin (Richard II.)
- 1963: Clara (Franziskus)
- 1963: Anita (Schnee)
- 1964: Marie (Woyzeck)
- 1964: Elise (Der Geizige)
- 1964: Lukretia (Ein Bruderzwist in Habsburg)
- 1964: Belvidera (Das gerettete Venedig)
- 1964: Holga (Nach dem Sündenfall)
- 1964: Königin Maria (Der König stirbt)
- 1965: Frida (John Gabriel Borkman)
- 1965: Rosaura (Das Leben ist Traum)
- 1965: Amalia (Die Räuber)
- 1965: Ellie (Haus Herzenstod)
- 1965: Liz (Richter in eigener Sache)
- 1965: Berta (König Ottokars Glück und Ende)
- 1966: Miraz/Gülnare (Der Traum ein Leben)
- 1966: Kunigunde (König Ottokars Glück und Ende)
- 1966: Katerina Iwanowna (Die Brüder Karamasow)
- 1966: Desdemona (Othello)
- 1967: Linda Savignac (Terzett in der Nacht)
- 1967: Ophelia (Rosenkranz und Güldenstern)
- 1968: Marie (Fastnachtsende)
- 1968: Zaraide (Der Barometermacher auf der Zauberinsel)
- 1968: Eleonore von England (Die Jüdin von Toledo)
- 1969: Marie (Clavigo)
- 1969: Ludmilla (Marija)
- 1971: Else (Fräulein Else)
- 1972: Anna (Alte Zeiten)
- 1972: Elisabeth (Don Carlos)
- 1973: Dotty (Akrobaten)
- 1974: Maria Stuart (Maria Stuart)
- 1975: Lady Milford (Kabale und Liebe)
- 1977: Ruth (Die Heimkehr)
- 1977: Esther (Victor oder Die Kinder an die Macht)
- 1978: Hedda (Hedda Gabler)
- 1978: Helene (Der Schwierige)
- 1979: Hippolyta/Titania (Ein Sommernachtstraum)
- 1979: Varvara Michajlovna (Sommergäste)
- 1980: Regine (Die Schwärmer)
- 1982: Monique (Eine gebrochene Frau)
- 1983: Ljubow Andrejewna (Der Kirschgarten)
- 1983: K. (Kalldewey, Farce)
- 1984: Katarina (Die Dämonen)
- 1986: Natalja Petrovna (Ein Monat auf dem Lande)
- 1987: Betty Dullfeet (Der aufhaltsame Aufstieg des Arturo Ui)
- 1988: Elena Nikolaevna (Kinder der Sonne)
- 1991: Elin (Nacht, Mutter des Tages)
- 1993: Frau von Cypressenburg (Der Talisman)

## Auszeichnungen
- 1979: Josef-Kainz-Medaille der Stadt Wien
- 1984: Robert-Musil-Medaille der Stadt Klagenfurt und des Robert-Musil-Archivs
- 1986: Kammerschauspielerin
- 2000: Ehrenmedaille der Bundeshauptstadt Wien in Gold
- 2007: Billy Wilder Award
- 2009: Ehrenpreis des österreichischen Buchhandels für Toleranz in Denken und Handeln
- 2014: Großes Goldenes Ehrenzeichen für Verdienste um das Bundesland Niederösterreich
- 2019: Romyverleihung 2019 – Platin-Romy für das Lebenswerk[8]

## Rezeption

### Film
- Sigrid Faltin: Erika Pluhar – Trotzdem. Mein Leben. Dokumentarfilm, 2014[9][10]